# Nodaria cornicalis
Nodaria cornicalis là một loài bướm đêm trong họ Noctuidae.